# Valentin Eysseric
Valentin Eysseric (Aix-en-Provence, 25 maart 1992) is een Frans voetballer die doorgaans als offensieve middenvelder speelt.

## Clubcarrière
Eysseric speelde in de jeugd bij Luynes Sports, Aix Université, Luynes Sports, Aubagne en vanaf zijn vijftiende bij AS Monaco. In juni 2010 tekende hij zijn eerste profcontract. Op 16 september 2011 scoorde hij zijn eerste doelpunt voor AS Monaco tegen SC Bastia. Op 23 augustus 2012 werd hij uitgeleend aan OGC Nice. Op 2 september 2012 maakte hij zijn Ligue 1 debuut tegen Girondins Bordeaux. Op 25 september 2012 scoorde hij zijn eerste doelpunt voor Nice tegen Stade Brest. Op 10 januari 2013 nam Nice hem voor anderhalf miljoen euro over.
Op 3 maart 2013 kwam Eysseric in het wereldnieuws na een wilde tackle op Saint-Étienne-middenvelder Jérémy Clément. Door die tackle brak Clémént zijn been en moest hij zes maanden revalideren. Eysseric excuseerde zich na de wedstrijd uitvoerig voor zijn actie. Hij kreeg een schorsing van elf wedstrijden. In 2015 werd hij verhuurd aan AS Saint-Étienne.
In 2017 werd Eysseric overgenomen door het Italiaanse ACF Fiorentina. Hij tekende een vierjarig contract en er werd 4 miljoen euro aan Nice betaald. Hij was het eerste anderhalf seizoen een vaste waarde, daarna werd hij verhuurd aan FC Nantes en Hellas Verona.
In 2021 vertrok hij naar Turkije en tekende hij bij Kasımpaşa. In 2023 tekende hij bij Fatih Karagümrük, dat aan het einde van het seizoen degradeerde. In de zomer van 2024 tekende hij voor twee seizoenen bij Iğdır FK.

## Interlandcarrière
Eysseric kwam uit voor meerdere Franse nationale jeugdselecties.
1 Köse · 
4 Öztürk ·
6 Güçtekin ·
7 Fofana ·
9 Bruno ·
10 Eysseric ·
11 Rotariu ·
12 Malle ·
14 Camara ·
17 Engin ·
19 Conte ·
21 Erdoğan ·	
22 Cavlan ·	
23 Güneren ·	
27 Ethemi ·
34 Akcan ·
54 Tepe ·
58 Kaya ·
61 Asan ·
66 Yaşar ·
72 Avramovski ·
86 Bekaroğlu ·
99 Babaoğlu ·
Coach: Çavuş